# Circuit Paul Armagnac
Het Circuit Paul Armagnac is een permanent circuit in de buurt van Nogaro in Frankrijk. Het circuit organiseerde de Franse ronde van het wereldkampioenschap wegrace in 1978 en 1982.
Naast het wereldkampioenschap wegrace organiseerde het circuit ook het laatste raceweekend van het FIA Sportscar Championship in 2003. Tussen 1990 en 1993 werden er ook Formule 3000-races gehouden op het circuit. In 2007 was het circuit gastheer van een raceweekend in de Formule 3 Euroseries. In 2013 werd het eerste raceweekend van de FIA GT op het circuit gehouden.
Tevens werd het circuit vele jaren gebruikt voor de Eco-marathon, waarin studenten in zelf ontwikkelde auto's rijden, waarbij zij proberen zo veel mogelijk te rijden terwijl ze zo weinig mogelijk benzine verbruiken. Deze competitie werd later verplaatst naar de Lausitzring en vanaf 2012 op een stratencircuit in Rotterdam.
In 2023 was het circuit plaats van aankomst van de vierde etappe in de Ronde van Frankrijk. Deze etappe werd gewonnen door de Belg Jasper Philipsen.